# Pidonia formosissima
Pidonia formosissima är en skalbaggsart som beskrevs av Mikio Kuboki 1980. Pidonia formosissima ingår i släktet Pidonia och familjen långhorningar.
Artens utbredningsområde är Taiwan. Inga underarter finns listade i Catalogue of Life.